# Истароксим
Истарокси́м (Istaroxime; 3-((2-aminoethoxy)imino)androstane-6,17-dione) — новое негликозидное кардиотоническое лекарственное средство, предназначенное для лечения острой сердечной недостаточности. Препарат разработан фармацевтической компанией Sigma-Tau. В настоящее время завершена вторая фаза клинических исследований.

## История
В конце 1990-х научно-исследовательским институтом Prassis (Settimo Milanese, административный округ Милан) итальянской фармацевтической компании Sigma-Tau были проведены работы по трехмерному моделированию соединений, способных связываться с дигиталисными рецепторными участками Na/K АТФазы наподобие кассаина и дигитоксигенина. На основе этих исследований был синтезирован препарат с рабочим названием PST-2744, способный ингибировать Na/K АТФазу, но лишенный структурных особенностей сердечных гликозидов и теоретически не имеющий присущих им побочных эффектов.. С началом клинических исследований PST-2744 переименован в истароксим.
13 июня 2006 года Sigma-Tau подписало соглашение со швейцарской фармацевтической компанией Debiopharm Group, согласно которому Debiopharm получает права на дальнейшую разработку и коммерческое использование истароксима во всем мире, исключая Италию. Препарату присвоено новое рабочее название — Debio 0614.

## Клинические исследования
Проведенные эксперименты на животных и исследования препарата на небольшой группе пациентов продемонстрировали усиление сократимости миокарда в систолу и более эффективное его расслабление в диастолу без какого-либо проаритмического или ишемического действия. Sabbah с соавторами показал, что внутривенное введение истароксима собакам с сердечной недостаточностью приводит к дозозависимому улучшению функции и геометрии левого желудочка, увеличению фракции выброса, снижению конечно-диастолического давления без повышения потребности миокарда в кислороде и без возникновения аритмий. Micheletti продемонстрировал улучшение эхокардиографических показателей сокращения и расслабления миокарда после введения истароксима морским свинкам, перенесшим перевязку аорты. Mattera с соавторами проводил 24-часовую инфузию истароксима в дозе 1, 3 и 4 мкг/кг/мин., зарегистрировав при этом увеличение максимальной скорости повышения внутрижелудочкового давления (dp/dtmax) без изменения частоты сердечных сокращений, артериального давления и без проаритмогенного эффекта.
В сравнении с дигоксином, истароксим демонстрирует значительно больший разрыв между проаритмогенной дозой и дозой, обладающей положительным инотропным эффектом (отношение проаритмогенная доза/инотропная доза). При введении истароксима и добутамина собакам с хронической сердечной недостаточностью отмечается примерно одинаковое повышение dp/dtmax — ок. 51 %, однако пик частоты сердечных сокращений для добутамина был значительно выше (160 против 120 уд/мин).
Фаза II клинических исследований была запущена в августе 2006 года, когда стартовало рандомизированное, двойное слепое,
плацебо-контролируемое исследование HORIZON-HF (A Phase II Trial to Assess Hemodynamic Effects of Istaroxime in Pts With Worsening HF and Reduced LV Systolic Function). Целью исследования было определение минимальной эффективной дозы истароксима у больных с обострением хронической сердечной недостаточности. В исследовании приняли участие 120 человек среднего возраста 55 ± 11 лет с фракцией выброса 27 % ± 7 %, которые были рандомизированы на четыре группы:
| 1. | Внутривенная инфузия истароксима в дозе 0,5 мкг/кг/мин в течение 6-ти часов |
| 2. | Внутривенная инфузия истароксима в дозе 1 мкг/кг/мин в течение 6-ти часов   |
| 3. | Внутривенная инфузия истароксима в дозе 1,5 мкг/кг/мин в течение 6-ти часов |
| 4. | Внутривенная инфузия плацебо в течение 6-ти часов                           |

Обследование через 6 и 24 часа после начало исследования продемонстрировало снижение давления заклинивания легочных капилляров, повышение систолического и снижение диастолического артериального давления у больных получавших истароксим.
Запланированное на июнь 2009 года исследование IGNITE (Safety and Efficacy Study of Istaroxime in Acute Decompensated Heart Failure Patients) в качестве IIb фазы клинических исследований начато не было в связи с «пересмотром программы развития истароксима».
Исследование Phase I Interaction Study of Istaroxime and Digoxin in Subjects With Stable Heart Failure не стартовало по той же причине.

## Фармакодинамика

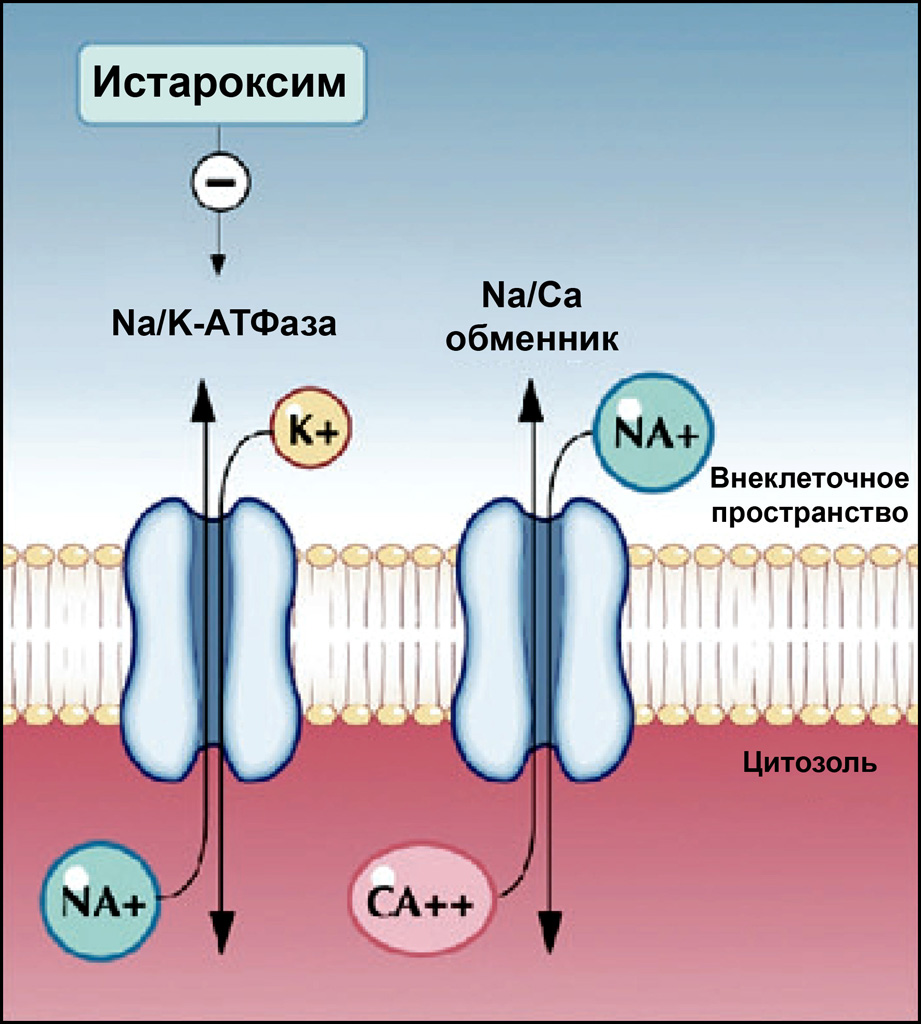
Действие истароксима на внутриклеточный обмен кальция

Истароксим обладает положительным инотропным и лузитропным действием.
По химической структуре препарат является дериватом андростандиона. При своем структурном отличии от сердечных гликозидов, истароксим сохраняет способность связываться с дигиталисными рецепторными участками Na/K АТФазы. Положительный инотропный эффект связан с ингибирующим влиянием препарата на Na/K АТФазу клеточной мембраны кардиомиоцита, в результате чего ускоряется натрий-кальциевый обмен через Na+/Ca2+ обменник и увеличивается концентрация внутриклеточного кальция. Аккумуляция кальция в цитозоле сопровождается усилением сократимости миокарда. В то же время перегрузка клетки кальцием может сопровождаться повышенным риском аритмий, что часто наблюдается при лечении сердечными гликозидами, добутамином.
Избежать накопления кальция в цитозоле позволяет одновременное стимулирующее влияние истароксима на кальциевую АТФазу саркоплазматического ретикулума изоформы 2 (SERCA2). С быстрым освобождением цитозоля от кальция и его накоплением в саркоплазматическом ретикулуме связан положительный лузитропизм - более эффективное расслабление миокарда во время диастолы. С учетом того, что дисфункция ретикулума является ключевым моментом в развитии ремоделирования  и гипертрофии миокарда, можно ожидать положительного влияния истароксима и на эти патологические процессы. Проведенное исследование на морских свинках с гипертрофией миокарда после перевязки аорты продемонстрировало нормализацию внутриклеточного обмена кальция и восстановление функции саркоплазматического ретикулума.

## Форма выпуска
Использование в ходе клинических исследований лиофизата для приготовления раствора выявило один из самых частых побочных эффектов препарата - раздражение в месте инъекции. В настоящее время проводятся работы по созданию липосомальной формы истароксима. Липосомы синтезируются из различных фосфатидилхолинов, заполняются наполнителем с лекарственным веществом. При внутривенном введении расщепление липосом происходит уже через несколько минут с высвобождением лекарства.